# 加藤屋岩蔵
加藤屋 岩蔵（かとうや いわぞう、生没年不詳）とは江戸時代の江戸にあった地本問屋である。

## 来歴
文久年間ころに江戸の南伝馬町2丁目弥八地借、後に田所町において地本問屋を営業している。文久1年（1861年）8月に地本草紙問屋に加入した。また、同年12月には養子の清兵衛が相続している。歌川芳虎、月岡芳年の錦絵を出版している。

## 作品
- 歌川芳虎 「道外上下見の図」 大判3枚続 錦絵 文久1年（1861年）‐文久2年（1862年）
- 月岡芳年 「真柴大領三韓退治」 大判3枚続 錦絵 文久2年（1862年）